# لغة موثقة
في اللغويات، اللغات الموثقة هي لغات (حية أم ميتة) تم توثيقها عبر أدلة بقيت ليومنا الآن. هاته الأدلة قد تتمثل في تسجيلات، نسخ، أدب أو نقوش. أما بالنسبة للغات الغير الموثقة فقد تكون:
- لغات لا يوجد لدينا أي دليل مباشر لتوثيقها.
- لغات التي فُقدت كل الأدلة التي تسمح لنا بتوثيقها.
- لغات بدائية افتراضية مقترحة في مجال إعادة البناء اللغوي.[1]

داخل لغة موثقة مُعينة، نجد ما يُسمى بالأشكال الموثقة، يعني لدينا أدلة بأنها قد استُعملت في الماضي لأنها تظهر في الأدب أو النقوش. و نجد أيضا الأشكال الغير الموثقة التي تم إعادة بنائها.